# Dobrohošť (district de Dunajská Streda)
Pour les articles homonymes, voir Dobrohošť.
Dobrohošť (en hongrois : Doborgaz) est un village du district de Dunajská Streda, dans la région de Trnava, en Slovaquie.

## Histoire
La première mention écrite du village date de 1238.

## Démographie

### Évolution de la population
| Année:               | 1994. | 2004.   | 2014.    | 2024.    |
| -------------------- | ----- | ------- | -------- | -------- |
| Nombre de personnes: | 381   | 371     | 457      | 529      |
| Différence:          |       | -2,62 % | +23,18 % | +15,75 % |

| Année:               | 2023. | 2024.   |
| -------------------- | ----- | ------- |
| Nombre de personnes: | 511   | 529     |
| Différence:          |       | +3,52 % |